# Luxemburg diplomáciai misszióinak listája

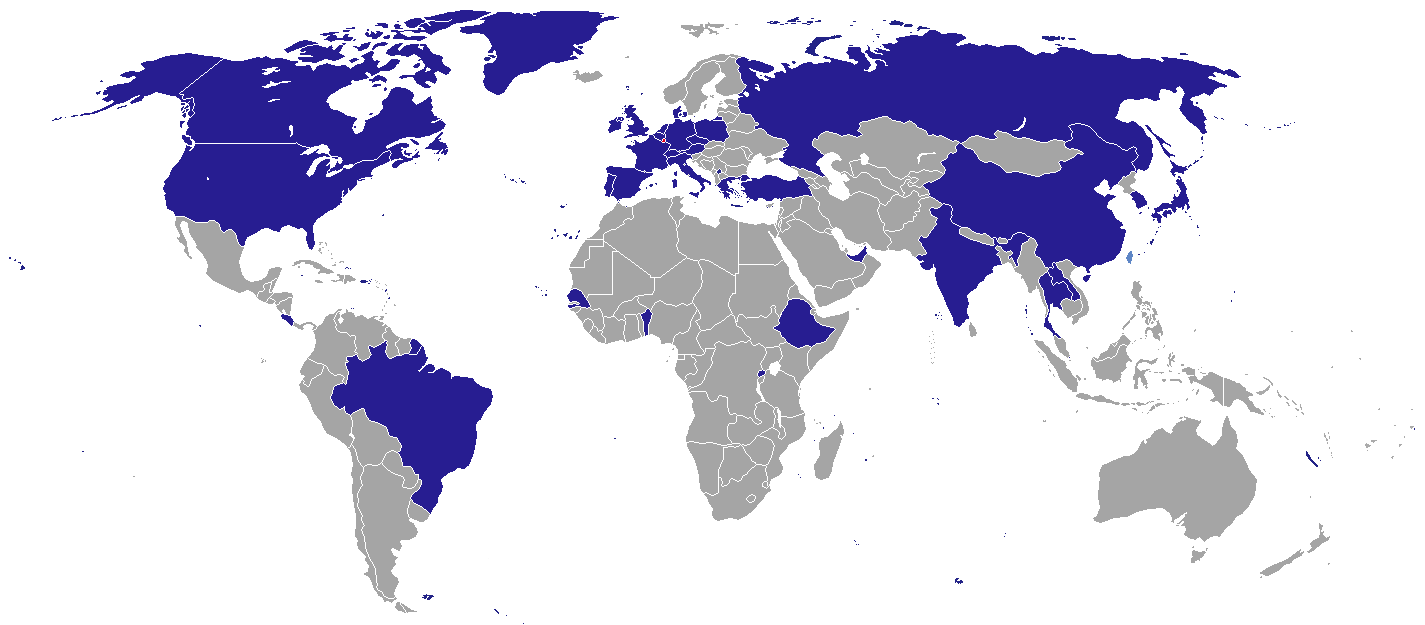
Országok (kékkel), ahol luxemburgi képviselet található

Luxemburg diplomáciai misszióinak listája tartalmazza a luxemburgi kormány által nemzetközi szerződések alapján létrehozott nagykövetségeket és főkonzulátusokat. Luxemburgot Belgium képviseli azokban az országokban, amelyek nem adnak otthont luxemburgi diplomáciai képviseletnek. A kereskedelmi képviseletek és a tiszteletbeli konzulátusok nem szerepelnek ezen a listán. A lista tartalmazza azokat a reprezentatív képviseleteket is, melyeket Luxemburg a nemzetközi szervezetekhez delegált. 

## Jelenlegi missziók[1]

### Afrika
- Benin: Cotonou: nagykövetség
- Burkina Faso: Ouagadougou: nagykövetség
- Zöld-foki Köztársaság: Praia: nagykövetség
- Etiópia: Addisz-Abeba: nagykövetség
- Etiópia: Addisz-Abeba: Luxemburg állandó képviselete az Afrikai Unió mellett
- Mali: Bamako: nagykövetség
- Niger: Niamey: nagykövetség
- Ruanda: Kigali: nagykövetség
- Szenegál: Dakar: nagykövetség

### Amerika
- Brazília: Brazíliaváros: nagykövetség
- Kanada: Ottawa: nagykövetség
- Costa Rica: San José: nagykövetség
- Amerikai Egyesült Államok: Washington: nagykövetség
  - New York: főkonzulátus
  - San Francisco: főkonzulátus
- Amerikai Egyesült Államok: Washington:  Luxemburg állandó képviselete az Amerikai Államok Szervezete mellett
- Amerikai Egyesült Államok: New York: Luxemburg állandó képviselete az ENSZ mellett

### Ázsia
- Kína: Peking: nagykövetség
  - Sanghaj: főkonzulátus
- India: Új-Delhi: nagykövetség
- Japán: Tokió: nagykövetség
- Laosz: Vientián: nagykövetség
- Dél-Korea: Szöul: nagykövetség
- Thaiföld: Bangkok: nagykövetség
- Thaiföld: Bangkok: Luxemburg állandó képviselete a Délkelet-ázsiai Nemzetek Szövetsége mellett
- Törökország: Ankara: nagykövetség
- Egyesült Arab Emírségek: Abu-Dzabi: nagykövetség
- Egyesült Arab Emírségek: Abu-Dzabi: Luxemburg állandó képviselete a Nemzetközi Megújuló Energia Ügynökség mellett

### Európa
- Ausztria: Bécs: nagykövetség
- Ausztria: Bécs: Luxemburg állandó képviselete az EBESZ mellett
- Ausztria: Bécs: Luxemburg állandó képviselete az ENSZ mellett
- Belgium: Brüsszel: nagykövetség
- Belgium: Brüsszel:  Luxemburg állandó képviselete az EU mellett
- Belgium: Brüsszel:  Luxemburg állandó képviselete az NATO mellett
- Csehország: Prága: nagykövetség
- Dánia: Koppenhága: nagykövetség
- Franciaország: Párizs: nagykövetség
  - Strasbourg: főkonzulátus
- Franciaország: Párizs: Luxemburg állandó képviselete a Gazdasági Együttműködési és Fejlesztési Szervezet mellett
- Franciaország: Párizs: Luxemburg állandó képviselete az UNESCO mellett
- Franciaország: Strasbourg: Luxemburg állandó képviselete az Európa Tanács mellett
- Németország: Berlin: nagykövetség
- Görögország: Athén: nagykövetség
- Írország: Dublin: nagykövetség
- Olaszország: Róma: nagykövetség
- Olaszország: Róma: Luxemburg állandó képviselete az Élelmezésügyi és Mezőgazdasági Világszervezet mellett
- Olaszország: Róma: Luxemburg állandó képviselete a Nemzetközi Mezőgazdaság-fejlesztési Alap mellett
- Olaszország: Róma: Luxemburg állandó képviselete a  Világélelmezési Program  mellett
- Koszovó: Pristina: nagykövetség
- Hollandia: Hága: nagykövetség
- Lengyelország: Varsó: nagykövetség
- Portugália: Lisszabon: nagykövetség
- Oroszország: Moszkva: nagykövetség
- Spanyolország: Madrid: nagykövetség
- Svájc: Bern: nagykövetség
- Svájc: Genf: Luxemburg állandó képviselete az ENSZ mellett
- Egyesült Királyság: London: nagykövetség
- Egyesült Királyság: London:  Luxemburg állandó képviselete a Nemzetközi Tengerészeti Szervezet mellett

## Megszűnt missziók
- Nicaragua: Managua: nagykövetség (2022)[2]

## Fordítás
Ez a szócikk részben vagy egészben  a   List of diplomatic missions of Luxembourg című angol Wikipédia-szócikk ezen változatának fordításán alapul.  Az eredeti cikk szerkesztőit annak laptörténete sorolja fel. Ez a jelzés csupán a megfogalmazás eredetét és a szerzői jogokat jelzi, nem szolgál a cikkben szereplő információk forrásmegjelöléseként.